# Collégiale Saint-Martin de La Canourgue
La collégiale Saint-Martin de La Canourgue était un monastère fondé certainement au VIe siècle dans le village de La Canourgue, aujourd'hui dans le département français de la Lozère. Il a été actif comme monastère jusqu'à quelques années de la Révolution française. La collégiale est devenue ensuite église paroissiale. Elle est désormais rattachée à la paroisse Saint-Frézal, l'une des cinq paroisses du diocèse de Mende.

## Historique
Un monastère est sans doute fondée au VIe siècle ou au VIIe siècle, si l'on en croit des monnaies frappées à cette période au village voisin de Banassac et portant la mention de Saint-Martin. Il assoit sa renommée au VIIIe siècle, et un collège de chanoines y est installé entre le IXe siècle et le Xe siècle. Ce collège a donné son nom au village de La Canourgue (transformation depuis chanoine).
Au XIe siècle, pour éviter le relâchement dans le respect des règles monastiques, l'évêque Aldebert Ier de Peyre cède le monastère à l'administration de l'abbaye Saint-Victor de Marseille. L'acte de cession est daté du 4 juillet 1060, et précise la présence de quatre églises dans le village, dont l'église conventuelle Saint-Martin. Les moines de Saint-Victor ont donc sans doute du construire l'édifice actuel à partir de cette église, au XIIe siècle.
Remaniée au fil des ans, la collégiale subit un gros changement en 1670, lorsque le clocher au-dessus du porche s'effondre, entraînant dans sa chute les deux dernières travées de la nef. Ces travées n'ont jamais été reconstruites, donnant à l'église un aspect carré.
Un peu avant la Révolution française, la vie consacrée au monastère est abandonnée. La collégiale devient alors église paroissiale.